# 怀特霍尔 (圣基茨和尼维斯)
怀特霍尔（Whitehall）是加勒比海岛国圣基茨和尼维斯尼维斯岛东海岸中的一座村庄，行政上由圣詹姆斯温沃德区管辖，位于巴特勒斯北部和布里克基伦南部之间。
17°10′50″N 62°33′30″W / 17.18056°N 62.55833°W